# 英國獒犬
英國獒犬（英語：English Mastiff），簡稱馬士提夫（英語：Mastiff），原產於英格蘭，是Alaunt的後代，血緣最早可以追縮到羅馬獒犬，它與聖伯納犬及紐芬蘭犬的血緣很近。英國獒犬体型巨大；雄性高大魁梧，雌性匀称坚实。

## 外觀特色

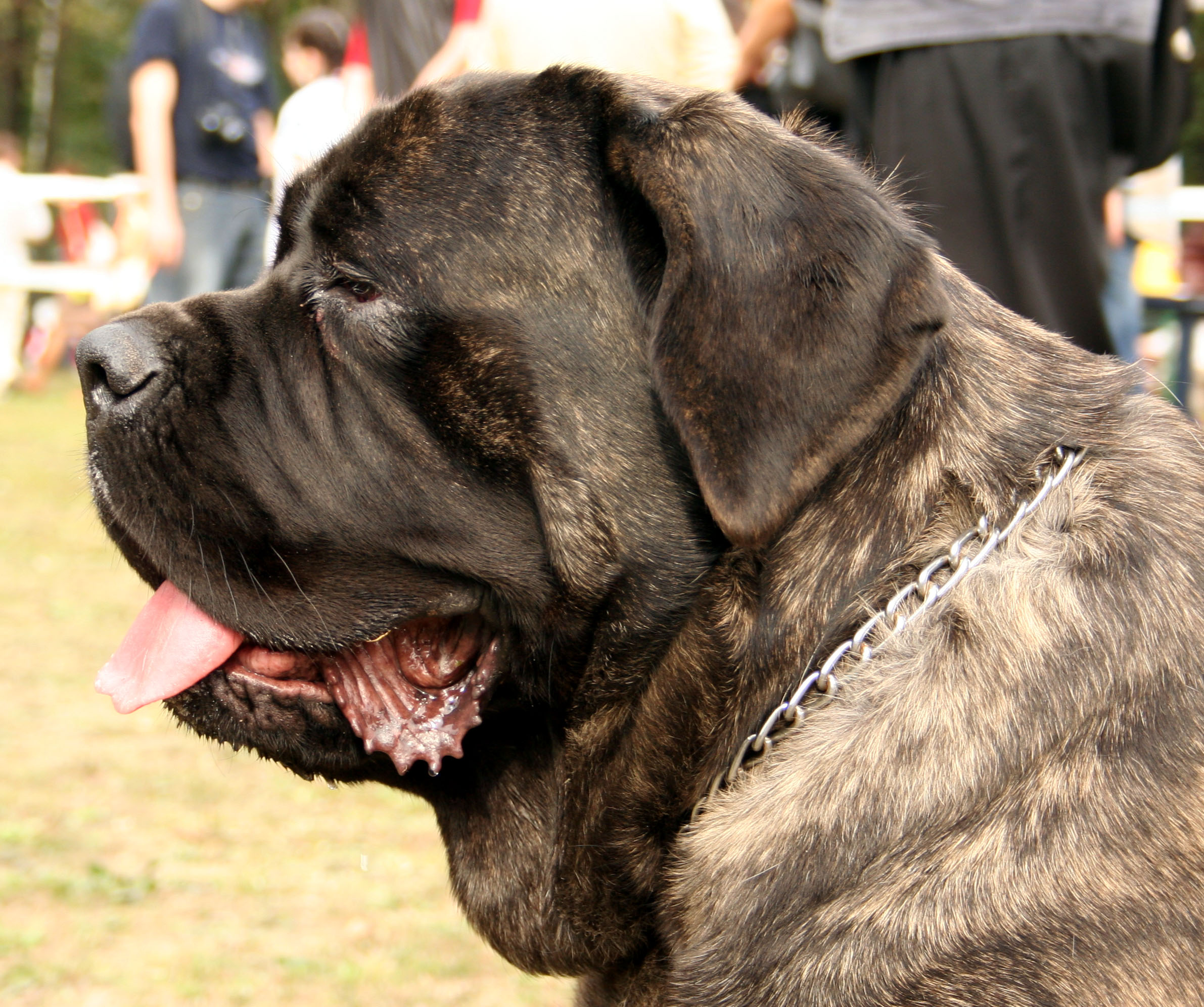
英國獒犬

- 尺寸：雄性肩高不低于76cm ，雌性肩高不低于70 cm
- 重量：80—86kg
- 缺陷：雄性或雌性低于最低肩高；如果差别过大，属于严重缺陷）
- 比例：矩形，身体长度（从前胸但臀部的距离）略大于肩高。身躯的深度所提供的身高比腿的长度所提供的身高更多。